# Anatomie
Pour les articles homonymes, voir Anatomie (homonymie).
L’anatomie est la science qui décrit la forme et la structure des organismes vivants et les rapports des organes et tissus qui les constituent. On peut notamment distinguer l'anatomie animale (et en particulier l'anatomie humaine, très importante en médecine) et l'anatomie végétale (branche de la botanique).
Le mot est emprunté au bas latin anatomia, « dissection », issu du grec ancien de même sens ἀνατομή / anatomế, lequel provient du verbe ἀνατέμνω / anatémnō, « ouvrir en coupant » (de ἀνά / aná, « en remontant », et τέμνω / témnō, « couper »).

## Définition
L'anatomie est l'étude scientifique de la structure des organismes, y compris leurs systèmes, organes et tissus. Elle analyse la morphologie et la position des différentes parties du corps, ainsi que leurs relations entre elles. L'anatomie est distincte de la physiologie et de la biochimie, qui traitent respectivement des fonctions de ces parties et des processus chimiques impliqués. Par exemple, l'anatomiste s'intéresse à la forme, à la taille, à la position, à la structure, à l'irrigation sanguine et à l'innervation du foie, tandis que le physiologiste est concerné par la production de la bile, le rôle du foie dans la nutrition et dans la régulation des fonctions corporelles.
Cette discipline se subdivise en plusieurs branches, comme l'anatomie macroscopique et l'anatomie microscopique. La première étudie les structures visibles à l'œil nu ; elle inclut l'anatomie superficielle ou anatomie de surface qui étudie les caractéristiques externes du corps). L'anatomie microscopique explore les structures microscopiques et inclut l'histologie (l'étude des tissus) ainsi que l'embryologie (l'étude d'un organisme dans son état immature).
L'anatomie comparative est notamment utilisée pour l'étude de l'évolution et des fossiles.
Plusieurs types d'approches (invasives et non invasives) livrent des informations sur la structure et l'organisation des organes et des systèmes.
- La dissection permet d'étudier l'intérieur d'un corps ou d'organes ouverts.
- L'Imagerie par Résonance Magnétique (IRM) permet d'obtenir des images en 2D ou en 3D de l'intérieur du corps. Elle utilise le principe de la résonance magnétique nucléaire.
- Le scanner médical, ou tomographie axiale, utilise le principe d'analyse par coupes et reconstruction en 2D ou 3D des résultats d'un balayage en coupes par rayons X.
- L'endoscopie, via une mini-caméra vidéo insérée dans le corps, permet d'explorer les organes internes et d'autres structures in vivo.
- L'angiographie par rayons X ou par résonance magnétique permet de visualiser les vaisseaux sanguins.
- L'échographie médicale sous toutes ses formes concerne l'observation des différentes parties du corps par l'envoi et la réflexion d'ondes utrasonores.

## Vocabulaire
Vers la fin du XIXe siècle, plus de 50 000 termes étaient utilisés pour identifier 5 000 structures, ainsi, la terminologie anatomique était « dans un état de chaos, incohérent, plein d'iniquités, de contradictions et d'obscurités ». La communauté mondiale des anatomistes s'est donc efforcée de corriger ces problèmes avec la publication en 1895 de la Basel Nomina Anatomica (BNA), première nomenclature anatomique internationale.

## Branches
- Anatomie animale :
  - Anatomie des invertébrés, dont anatomie des arthropodes et des insectes
  - Anatomie des vertébrés, dont anatomie humaine, anatomie des poissons, et anatomie des oiseaux
- Anatomie végétale
- Anatomie comparée versus anatomie normale
- Histologie (anatomie microscopique versus anatomie macroscopique)
- Anatomie pathologique
- Anatomie fonctionnelle versus anatomie descriptive
- Anatomie topographique : étude des dispositions, des rapports des différents organes entre eux (anatomie appliquée à la pratique chirurgicale, par exemple)[3].
- Anatomie radiologique ou imagerie anatomique : étude des images de structures internes obtenues par appareillage technique.
- Anatomie du développement
- Anatomie artistique
- Anatomie des mensurations
- Par régions du corps :
  - Arthrologie : étude des articulations
  - Myologie : étude des muscles
  - Neuroanatomie : étude du système nerveux
  - Ostéologie : étude des os